# Jean-Baptiste de Belloy

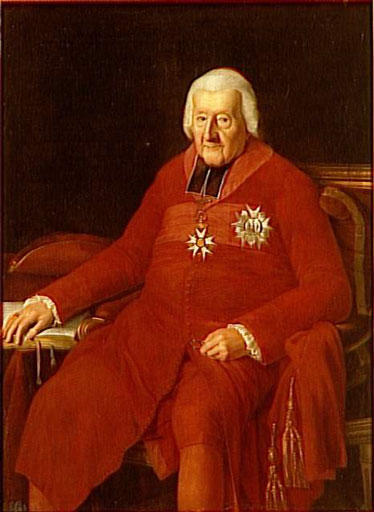
Jean Baptiste Kardinal de Belloy, Erzbischof von Paris (1709–1808). Laurent Dabos, 1806

Wappen von Kardinal de Belloy

Jean-Baptiste de Belloy (* 9. Oktober 1709 in Morangles, Senlis, Dép. Oise; † 10. Juni 1808 in Paris) war ein französischer Bischof und Kardinal.

## Leben
Der aus dem Militäradel stammende Jean-Baptiste de Belloy studierte in Paris und wurde sofort nach der Promotion an der Sorbonne 1737 Generalvikar seiner Heimatdiözese Beauvais und Erzdiakon der dortigen Kathedrale. 1751 zum Bischof von Glandèves ernannt, erhielt er am 30. Januar 1752 in Paris, Saint-Sulpice, die Bischofsweihe durch den Bischof von Beauvais, Étienne-René Potier de Gesvres. Als Bischof Henri de Belsunce von Marseille auf der allgemeinen Versammlung des französischen Klerus von 1755 starb, wurde Belloy am 4. August 1755 dessen Nachfolger.
Schon auf der Versammlung der moderaten Partei zugehörig, konnte Bischof Belloy das Vertrauen der zerstrittenen Parteien (Befürworter und Gegner der päpstlichen Bulle Unigenitus von 1713) gewinnen und so das drohende Schisma in der Diözese verhindern. Als sein Bistum infolge der Französischen Revolution 1791 von der Nationalversammlung aufgehoben wurde, protestierte er zwar gegen die Auflösung eines der ältesten Bischofssitze Frankreichs, zog sich aber auf ein Gut seiner Familie nach Chambly zurück. Als Papst Pius VII. nach dem Konkordat auf Verlangen Napoleon Bonapartes 1801 die Bischöfe des Ancien Régime um ihren Rücktritt bat, war Belloy – inzwischen Doyen des französischen Episkopats – der erste, der gehorchte (21. September 1801), und setzte so ein Beispiel, dem die meisten französischen Bischöfe folgten. Der erste Konsul (Bonaparte) zeigte sich dankbar für diesen Akt des Gehorsams. Er übertrug dem «Bürger Debelloi» mit Datum vom 9. April 1802 das Erzbistum Paris und erwirkte ihm am 17. Januar 1803 im Alter von 93 Jahren bei Papst Pius VII. den Kardinalshut, den Napoleon Erzbischof Belloy am 1. Februar 1805 in Paris aufsetzte. De Belloy erhielt in Rom den Titel eines Kardinalpriesters von San Giovanni a Porta Latina.
Trotz seines hohen Alters verwaltete Kardinal de Belloy die Erzdiözese mit Energie und Effizienz. Er ließ die während der Revolution geschlossenen Kirchen wieder öffnen, reorganisierte die Gemeinden, setzte neue Pfarrer ein und visitierte sie in eigener Person. 1806 brachte er die Dornenkrone Ludwigs IX. wieder an ihren Platz in der Sainte-Chapelle. Er starb am 10. Juni 1808, 98 Jahre und acht Monate alt, und wurde in der Kathedrale Notre-Dame beigesetzt, wo ihm Napoleon ein Grabdenkmal errichten ließ. Der Erzbischofsstuhl von Paris blieb nach Belloys Tod längere Zeit vakant, da sich Papst Pius VII. weigerte, in Gefangenschaft Napoleons Bischöfe zu ernennen; erst Kardinal Maury akzeptierte 1810 die Ernennung Napoleons auch ohne päpstliche Zustimmung, die Kardinal Fesch, obschon Napoleons Onkel, verweigert hatte. Ein legitimer Nachfolger Kardinal de Belloys im Sinne des katholischen Kirchenrechts wurde erst 1817 in der Person von Kardinal de Talleyrand bestellt; auch Kardinal Maury selbst hat sich nur als Elekten titulieren lassen.